# Riječki Zaljev
Riječki Zaljev är en bukt i Kroatien.   Den ligger i länet Gorski kotar, i den västra delen av landet, 140 km väster om huvudstaden Zagreb.